# Иерусалимский центр психического здоровья
Иерусалимский центр психического здоровья — медучреждение в Иерусалиме.
Центр предоставляет услуги населению Иерусалима, Бейт-Шемеша, Маале-Адумим и Мевассерет-Циона.
Появился в 2005 году путём объединения психиатрических больниц Эйтаним и Кфар-Шауль. Центр обслуживает пациентов из Иерусалима, имеет 320 коек.
Сотрудничает с медицинским факультетом Еврейского университета в Иерусалиме .
Кфар-Шауль — психиатрический центр, расположен между Гиват-Шаулем и Хар-Нофом, Иерусалим. Эйтаним — психиатрический центр, расположенный около Иерусалима. Основан в 1950 году как туберкулезная лечебница. Подчиняется минздраву Израиля, связан с центром Хадасса Еврейского университета в Иерусалиме. Имеет два отделения, для детей и подростков и взрослых.